# Welkom
Welkom es la segunda ciudad más grande de la provincia del Estado Libre de Sudáfrica. Está situada aproximadamente a 140 kilómetros al noreste de Bloemfontein, la capital de la provincia. Welkom también es conocida como «Circle City» (Ciudad Circular), «City withn a garden» (Ciudad dentro de un jardin) y Matjhabeng. El nombre Sotho de la ciudad, Matjhabeng significa «Donde las naciones se encuentran» en afrikáans, derivado del sistema de trabajo migrante, donde varios inmigrantes provenientes principalmente de Lesoto, Malawi y Mozambique, se reunieron para trabajar en las minas de oro.
El asentamiento se estableció en una granja llamada «Welkom» (que es una palabra afrikáans y holandesa para «bienvenido») después de que se descubriera el oro en la región, y se proclamó oficialmente una ciudad en 1948. La ciudad se convirtió en municipio en 1961. Ahora es parte del municipio de Matjhabeng, parte del distrito de Lejweleputswa. Welkom fue declarada oficialmente ciudad el 14 de febrero de 1968.

## Historia

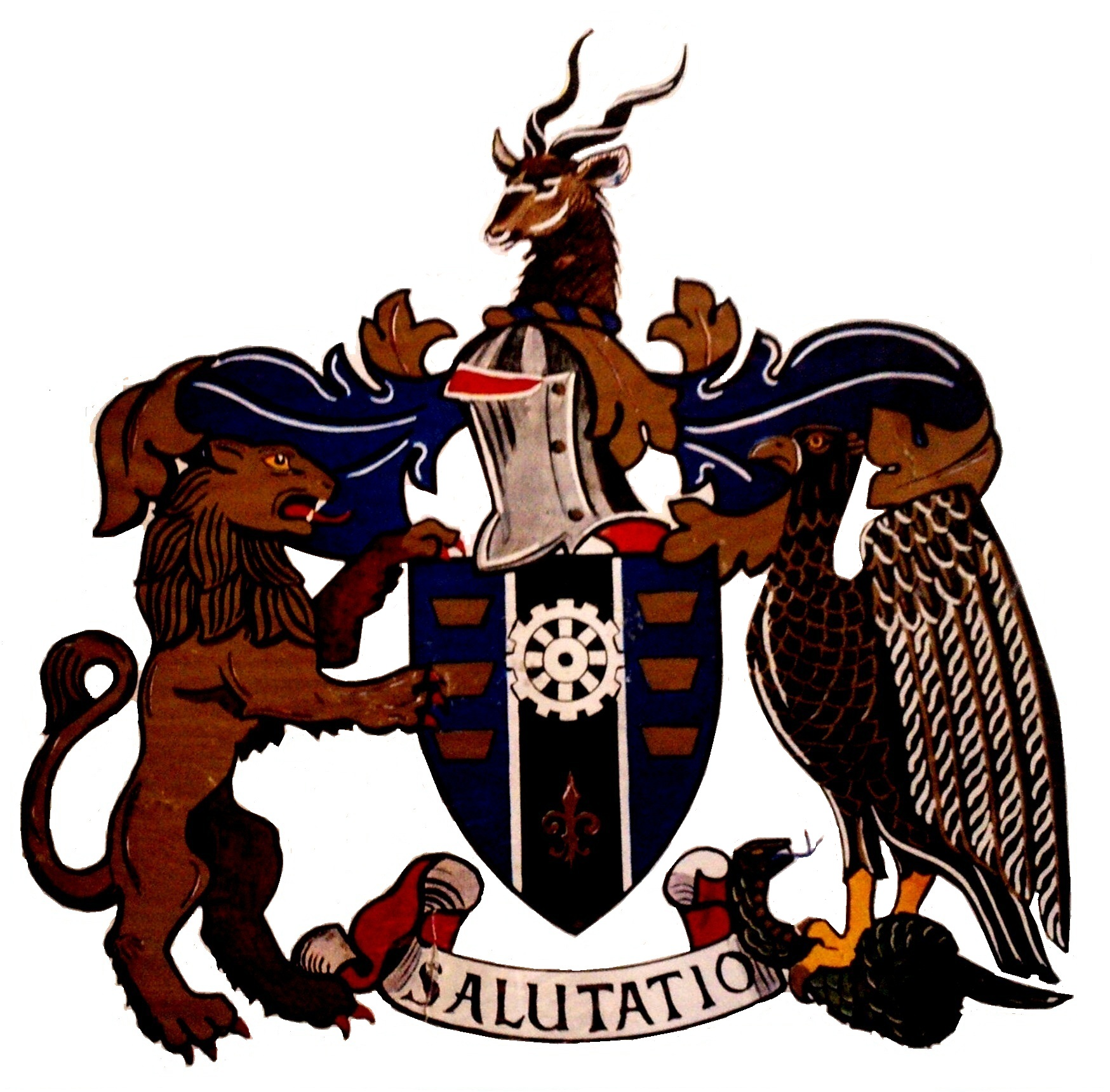
Escudo de la ciudad de Welkom

Gran parte de la historia de Welkom se centra en el descubrimiento de oro en el noroeste del Estado Libre. Fue proclamada ciudad en 1948, nueve años después de que se hiciera un importante descubrimiento de oro en Odendaalsrus, justo al norte de Welkom.
Principios de la actividad minera
La primera excavación en el área fue realizada por los ingleses Donaldson y Hinds en una porción de la granja Zoeten-Inval en 1896. Los hombres descubrieron un pequeño afloramiento que parecía ser un filón de canto rodado aglomerado, pero no lograron aumentar el interés entre compañías mineras que en ese momento no creían que hubiera oro por descubrir al sur del rio Vaal.
Regresaron a Inglaterra para analizar las muestras que habían extraído, pero murieron antes de llegar a destino cuando su barco se hundió en el golfo de Vizcaya.
El explorador Arthur Megson se enteró de su aventura y decidió investigar cerca de la ciudad de Odendaalsrus en 1904. Reunió muestras de estratos expuestos cerca de un yacimiento, que para entonces era parte de la granja Hendrick Petrus Klopper, Aandenk. Tampoco logró obtener ningún interés de las empresas hasta octubre de 1932, cuando presentó sus hallazgos a Allan Roberts y Mannie Jacobs. El área necesitaba ser probada mediante perforación, y el primer pozo se inició el 5 de mayo de 1933. Jacobs logró interesar a dos hombres, Fritz Marx y Peter Woolf, en el proyecto y la Compañia Wit Extensions se formó más tarde ese año. Aunque el pozo, que en ese momento tenía más de 1200 metros de profundidad, arrojó pesos de oro de 120 pulgadas (aproximadamente 480 centímetros por tonelada), no fue suficiente para obtener asistencia financiera y la operación tuvo que cerrarse debido a los fondos agotados. Para que los minerales de oro se paguen en Sudáfrica, la ley generalmente debe superar los 960 centígramos, el equivalente a 8 gramos por tonelada en un ancho de rebaje de 120 cm, que después de la dilución producirá 4g/t en la fabricación.
Sin embargo, el descubrimiento de un filón de oro en el área de Klerksdorp en 1933 por la empresa Angloamericana, animó a los geólogos y a otros visionarios a ver el norte de la Provincia del Estado Libre como un potencial yacimiento de oro. La extracción se intensificó y los primeros valores altos de oro se descubrieron en 1939, En 1940, se había realizado suficiente trabajo para demostrar la existencia de oro en el área y trece áreas mineras alrededor se demarcaron más tarde en torno a lo que se convertiría en la ciudad de Welkom.
En dicha villa no sólo se explota oro, también se extrae uranio y otros minerales. Además, se producen también acero, leña, lácteos y ternera, entre otros.

### Era de apartheid
Durante el apartheid, se establecieron los municipios de Thabong y Bronville para personas negras y de color.
El 8 de diciembre de 1976, Welkom experimentó un terremoto de 5.2 en la escala de Richter. El daño más significativo fue el derrumbe total de un edificio de seis pisos, 75 minutos después del seísmo, que causó la muerte de cuatro personas.
El 26 de septiembre de 1990, Welkom experimentó un nuevo terremoto con una magnitud de 4.2, el cual provocó dos muertes y cinco heridos.

## Geografía

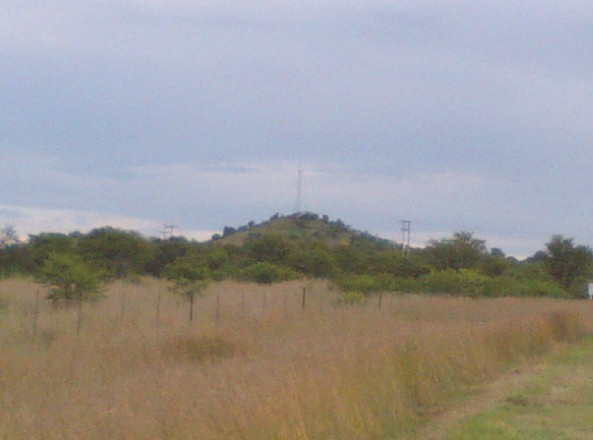
Koppie Alleen

Koppie Alleen es el único cerro de Welkom, la ciudad se eleva a 1435 metros sobre el nivel del mar y por ella corre el Río de Arena; desde el sureste y hacia Virginia. Aquí están situadas las salinas de Flamingo Pan y Theronia Pan.

### Clima
La media anual de precipitaciones es de aproximadamente 401 mm a 550 mm, dependiendo de los ciclos húmedos o secos, siendo la temporada menos lluviosa en julio (0 mm) y la más lluviosa en enero (70 mm). La temperatura máxima diaria oscila de 17 °C en junio a 29 °C en enero. La región es más fría durante julio, cuando la temperatura promedio es de 0 °C en las noches.
| Parámetros climáticos promedio de Welkom | Parámetros climáticos promedio de Welkom | Parámetros climáticos promedio de Welkom | Parámetros climáticos promedio de Welkom | Parámetros climáticos promedio de Welkom | Parámetros climáticos promedio de Welkom | Parámetros climáticos promedio de Welkom | Parámetros climáticos promedio de Welkom | Parámetros climáticos promedio de Welkom | Parámetros climáticos promedio de Welkom | Parámetros climáticos promedio de Welkom | Parámetros climáticos promedio de Welkom | Parámetros climáticos promedio de Welkom | Parámetros climáticos promedio de Welkom |
| Mes                                      | Ene.                                     | Feb.                                     | Mar.                                     | Abr.                                     | May.                                     | Jun.                                     | Jul.                                     | Ago.                                     | Sep.                                     | Oct.                                     | Nov.                                     | Dic.                                     | Anual                                    |
| ---------------------------------------- | ---------------------------------------- | ---------------------------------------- | ---------------------------------------- | ---------------------------------------- | ---------------------------------------- | ---------------------------------------- | ---------------------------------------- | ---------------------------------------- | ---------------------------------------- | ---------------------------------------- | ---------------------------------------- | ---------------------------------------- | ---------------------------------------- |
| Temp. máx. media (°C)                    | 32                                       | 32                                       | 30                                       | 27                                       | 23                                       | 21                                       | 20                                       | 23                                       | 27                                       | 30                                       | 31                                       | 32                                       | 27.3                                     |
| Temp. mín. media (°C)                    | 17                                       | 17                                       | 15                                       | 11                                       | 6                                        | 3                                        | 2                                        | 5                                        | 9                                        | 13                                       | 14                                       | 16                                       | 10.7                                     |
| Precipitación total (mm)                 | 53.5                                     | 22.7                                     | 47.5                                     | 18                                       | 16.9                                     | 3                                        | 1                                        | 12.8                                     | 7.6                                      | 29.2                                     | 63.2                                     | 63.9                                     | 339.3                                    |
| Días de lluvias (≥ )                     | 11                                       | 7                                        | 9                                        | 6                                        | 4                                        | 2                                        | 10                                       | 0                                        | 2                                        | 2                                        | 13                                       | 13                                       | 79                                       |
| Fuente n.º 1: My Weather 2               |                                          |                                          |                                          |                                          |                                          |                                          |                                          |                                          |                                          |                                          |                                          |                                          |                                          |
| Fuente n.º 2: World Weather Online       |                                          |                                          |                                          |                                          |                                          |                                          |                                          |                                          |                                          |                                          |                                          |                                          |                                          |

### Flora y fauna
Welkom está situado encima de dos unidades de vegetación, la Western Free State Clay Grassland y la Vaal-Vet Sandy Grassland, que están diferenciadas por tipos de terreno y cantidad de lluvia y de heladas. Las especies de flora dominantes son Hyparrhenia hirta, Themeda triandra, Sporobolus pyramidalis, Eragrostis sp, Aristida sp, y otras plantas y hierbas. Los árboles y los arbustos son infrecuentes debido a las fuertes heladas en los meses de invierno.
Las praderas que rodean Welkom incluyen comunidades de mamíferos pequeños como mangosta amarilla, ardilla de tierra, puercosespín del cabo, rata-topo africana, ratón de orejas grandes, Rhabdomys pumilio, y Mastomys natalensis. La Reserva Natural Privada De Rust está situada aproximadamente 25 km de Welkom en la carretera hacia Kroonstad y está registrada en el Free State Department of Nature Conservation.

### Fósiles de Matjhabeng
En 2007, un estudio paleontológico hecho en el gran Matjhabeng dio inicio un programa de excavación de los yacimientos locales del Plioceno. Con una edad estimada de 4.0–3.5 millones de años, se encuentra la única localización cercana a un río durante el Plioceno en el interior central de África del sur. Después de tres años de excavación, fue extraída una fauna diversa, que incluye peces, anfibios, reptiles, aves y mamíferos. Los mamíferos tenían medidas diversas, desde los roedores a los mamuts, incluyendo una variedad de proboscídeos, perisodáctilos y artiodáctilos, junto a carnívoros raros.
En total, 29 taxones, incluyendo los fósiles de África del Sur más antiguos de Ancylotherium y de Megalotragus. Algunos de los taxones de Matjhabeng están compartidos con Langebaanweg, y otros con Makapansgat, confirmando el estado intermedio de esta localización. El análisis isotópico reveló la existencia más temprana de praderas extensas en Sudáfrica, aunque estas praderas eran parte de un mosaico medioambiental que incluyó un bosque extenso, y probablemente humedales.

## Demografía
Según el censo de 2011, Welkom tenía una población de 211.011 habitantes en un área de 212.7 km² y una densidad de 992.1 habitantes por km². El 84.9 % de los habitantes se describieron como «Negros africanos», 10.8 % como «Blancos», 3.7 % como «de color» y 0.4 % como «indios o asiáticos».

## Deporte
Los Griffons son el equipo más popular de la ciudad y participan en la Currie Cup. Se fundó en 1968 cuándo Danie Craven, entonces el presidente de la SARU, extendió el rugby a las áreas rurales.